# Patinação de velocidade nos Jogos Olímpicos de Inverno de 2022 - 1000 m feminino

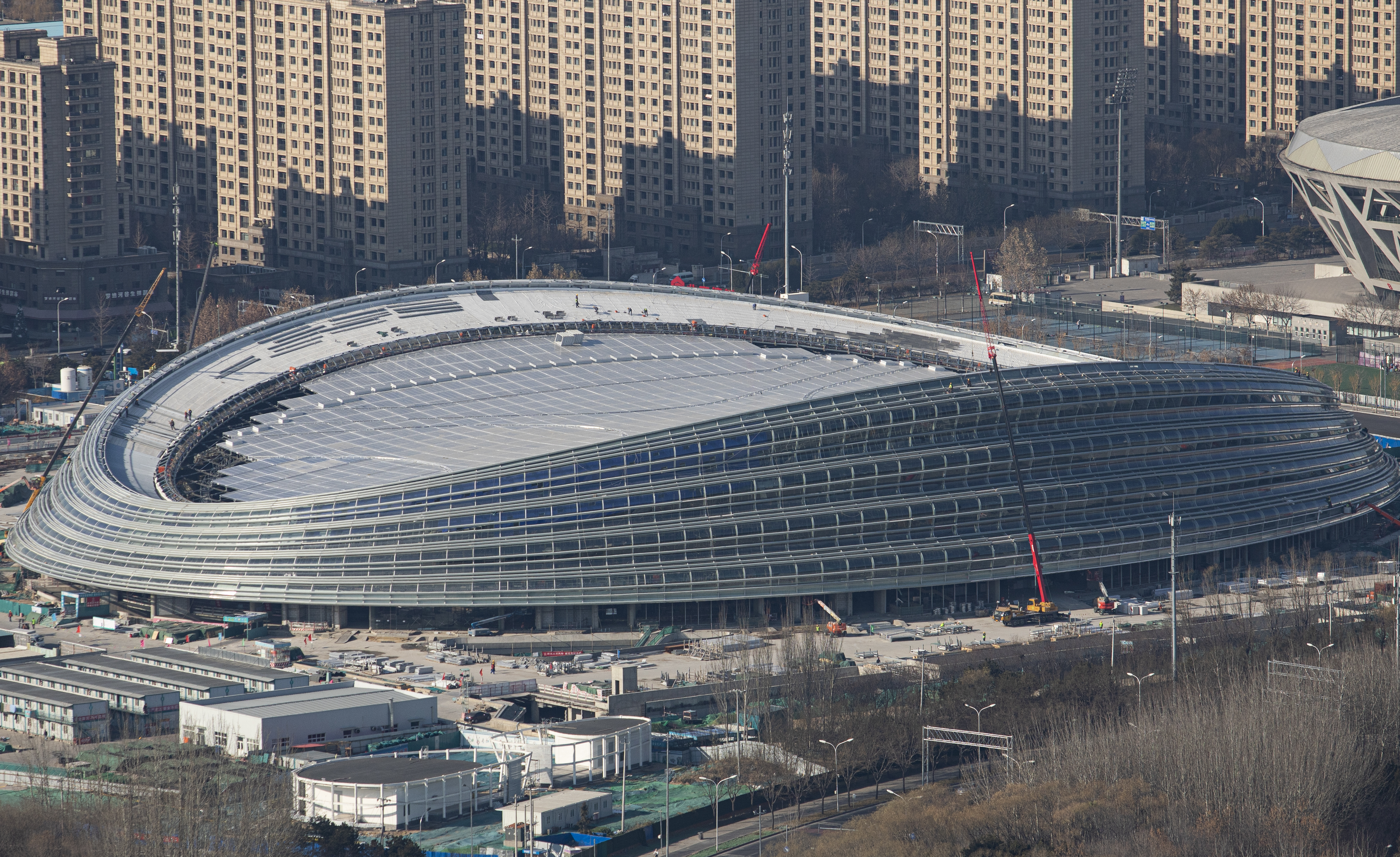
Oval Nacional de Patinação de Velocidade, localizado em Pequim, China.

A competição dos 1000 m feminino da patinação de velocidade nos Jogos Olímpicos de Inverno de 2022 foram realizadas no Oval Nacional de Patinação de Velocidade, localizado em Pequim, em 17 de fevereiro.

## Medalhistas
| Ouro   | JPN Miho Takagi   |
| Prata  | NED Jutta Leerdam |
| Bronze | USA Brittany Bowe |

## Recordes
Antes desta competição, os recordes mundiais e olímpicos da prova eram os seguintes:
| Tipo | Atleta          | Tempo       | Local          | Data                    |
| ---- | --------------- | ----------- | -------------- | ----------------------- |
|      | Brittany Bowe   | 1:11.61 min | Salt Lake City | 9 de março de 2016      |
|      | Jorien ter Mors | 1:13.56 min | Gangneung      | 14 de fevereiro de 2018 |

## Resultados
| Pos. | Par | Raia | Atleta             | País                | Tempo    | Diferença | Notas            |
| ---- | --- | ---- | ------------------ | ------------------- | -------- | --------- | ---------------- |
| 01 ! | 13  | I    | Miho Takagi        | JPN Japão           | 1:13.19  | —         | Recorde olímpico |
| 02 ! | 11  | O    | Jutta Leerdam      | NED Países Baixos   | 1:13.83  | +0.64     |                  |
| 03 ! | 15  | O    | Brittany Bowe      | USA Estados Unidos  | 1:14.61  | +1.42     |                  |
| 4    | 13  | O    | Angelina Golikova  | ROC                 | 1:14.71  | +1.52     |                  |
| 5    | 3   | O    | Antoinette de Jong | NED Países Baixos   | 1:14.92  | +1.73     |                  |
| 6    | 12  | O    | Ireen Wüst         | NED Países Baixos   | 1:15.11  | +1.92     |                  |
| 7    | 11  | I    | Kimi Goetz         | USA Estados Unidos  | 1:15.40  | +2.21     |                  |
| 8    | 5   | I    | Vanessa Herzog     | AUT Áustria         | 1:15.644 | +2.45     |                  |
| 9    | 15  | I    | Daria Kachanova    | ROC                 | 1:15.649 | +2.45     |                  |
| 10   | 14  | O    | Nao Kodaira        | JPN Japão           | 1:15.65  | +2.46     |                  |
| 11   | 6   | I    | Nadezhda Morozova  | KAZ Cazaquistão     | 1:15.69  | +2.50     |                  |
| 12   | 2   | I    | Alexa Scott        | CAN Canadá          | 1:15.79  | +2.60     |                  |
| 13   | 10  | I    | Olga Fatkulina     | ROC                 | 1:15.87  | +2.68     |                  |
| 14   | 14  | I    | Li Qishi           | CHN China           | 1:15.99  | +2.80     |                  |
| 15   | 5   | O    | Yin Qi             | CHN China           | 1:16.00  | +2.81     |                  |
| 16   | 8   | I    | Kim Min-sun        | KOR Coreia do Sul   | 1:16.49  | +3.30     |                  |
| 17   | 8   | O    | Karolina Bosiek    | POL Polônia         | 1:16.54  | +3.35     |                  |
| 18   | 4   | O    | Ragne Wiklund      | NOR Noruega         | 1:16.59  | +3.40     |                  |
| 19   | 10  | O    | Yekaterina Aidova  | KAZ Cazaquistão     | 1:16.70  | +3.51     |                  |
| 20   | 12  | I    | Andżelika Wójcik   | POL Polônia         | 1:16.79  | +3.60     |                  |
| 21   | 4   | I    | Ekaterina Sloeva   | BLR Bielorrússia    | 1:16.83  | +3.64     |                  |
| 22   | 9   | O    | Jin Jingzhu        | CHN China           | 1:16.90  | +3.71     |                  |
| 23   | 2   | O    | Ellia Smeding      | GBR Grã-Bretanha    | 1:17.17  | +3.98     |                  |
| 24   | 9   | I    | Huang Yu-ting      | TPE Taipé Chinês    | 1:17.35  | +4.16     |                  |
| 25   | 7   | O    | Kim Hyun-yung      | KOR Coreia do Sul   | 1:17.50  | +4.31     |                  |
| 26   | 6   | O    | Maddison Pearman   | CAN Canadá          | 1:17.66  | +4.47     |                  |
| 27   | 7   | I    | Nikola Zdráhalová  | CZE República Checa | 1:18.75  | +5.56     |                  |
| 28   | 1   | O    | Sandrine Tas       | BEL Bélgica         | 1:18.79  | +5.60     |                  |
| 29   | 3   | I    | Mihaela Hogaş      | ROU Romênia         | 1:19.33  | +6.14     |                  |
| 30   | 1   | I    | Park Ji-woo        | KOR Coreia do Sul   | 1:19.39  | +6.20     |                  |

Legenda
| Recorde mundial      | Recorde mundial (World record)               |                       | Recorde africano                      | Recorde africano (African) |                                           | Q | Classificado por posição (Qualified) |
| Recorde olímpico     | Recorde olímpico (Olympic record)            | Recorde da América    | Recorde da América (Americas)         | q                          | Classificado por melhor tempo (Qualified) |   |                                      |
| Melhor marca do ano  | Melhor marca do ano (World leading)          | Recorde asiático      | Recorde asiático (Asian)              | DNS                        | Não largou (Did not start)                |   |                                      |
| Recorde nacional     | Recorde nacional (National record)           | Recorde europeu       | Recorde europeu (European)            | DNF                        | Não terminou (Did not finish)             |   |                                      |
| Recorde pessoal      | Recorde pessoal do atleta (Personal best)    | Recorde da Oceania    | Recorde da Oceania (Oceania)          | DSQ / DQ                   | Desclassificado (Disqualified)            |   |                                      |
| Recorde da temporada | Recorde da temporada do atleta (Season best) | Recorde sul-americano | Recorde sul-americano (South America) | NM                         | Sem marca (No mark)                       |   |                                      |